# Мижеричи
Мижеричи, в некоторых источниках Межиречи, Межиречье (бел. Міжэрычы) — агрогородок в Зельвенском районе Гродненской области Беларуси. Входит в состав Каролинского сельсовета. Население 200 человек (2009).

## География
Агрогородок находится в 10 км к юго-западу от Зельвы и в 22 км к юго-востоку от Волковыска. Соединён местными дорогами с Зельвой и окрестными деревнями. Ближайшая ж/д станция находится в Зельве.

## История
Первое упоминание относится ко второй половине XV века, деревня была владение Нацовичей, позднее — Ильиничей. С начала XVI века — имение В. Клочки. В 1533 году основан католический приход, построен деревянный храм в котором хранился почитаемый образ Богородицы «Божией Матери Мижеричской» (сохранился до наших дней).
Впоследствии имение несколько раз переходило из рук в руки, с 1725 года местечком владели князья Вишневецкие.
В результате третьего раздела Речи Посполитой (1795) Мижеричи оказались в составе Российской империи, в Волковысском уезде. В 1897 году в местечке 55 дворов, церковь, народное училище, магазин, трактир. В 1907 году в Мижеричах построено неоготическое здание католического храма Благовещения. Также в начале XX века построена православная церковь св. Анны.
Согласно Рижскому мирному договору (1921) Мижеричи оказались в составе межвоенной Польской Республики, в Волковысском повете Белостокского воеводства. В 1939 году вошла в состав БССР. Католический храм закрыт после войны, приспособлен под магазин. В 1989 году возвращён Католической церкви и отреставрирован.
В 1998 году здесь было 105 дворов и 271 житель.
До 18 апреля 2017 года входил в состав Туловского сельсовета.

## Культура
- Историко-краеведческий музей Боевой славы УПК Мижеричского д/с-БШ имени В. Ляха

## Достопримечательности
- Католический храм Благовещения, 1907 год
- Православная церковь Святой Анны, начало XX века
- Усадебный дом, конец XIX — начало XX века.
- Хозяйственное здание

#### Утраченное наследие
- Церковь Святой Троицы

## Галерея

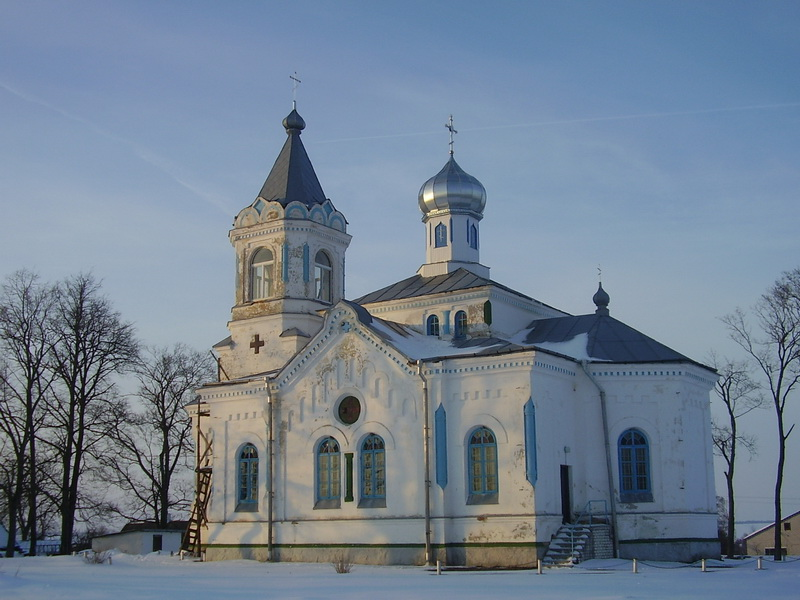
Православная церковь Святой Анны
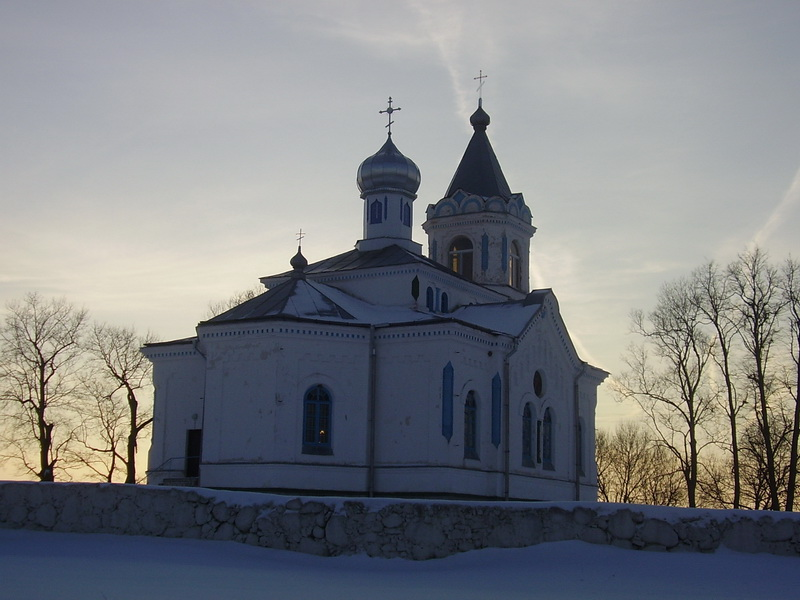
Православная церковь Святой Анны
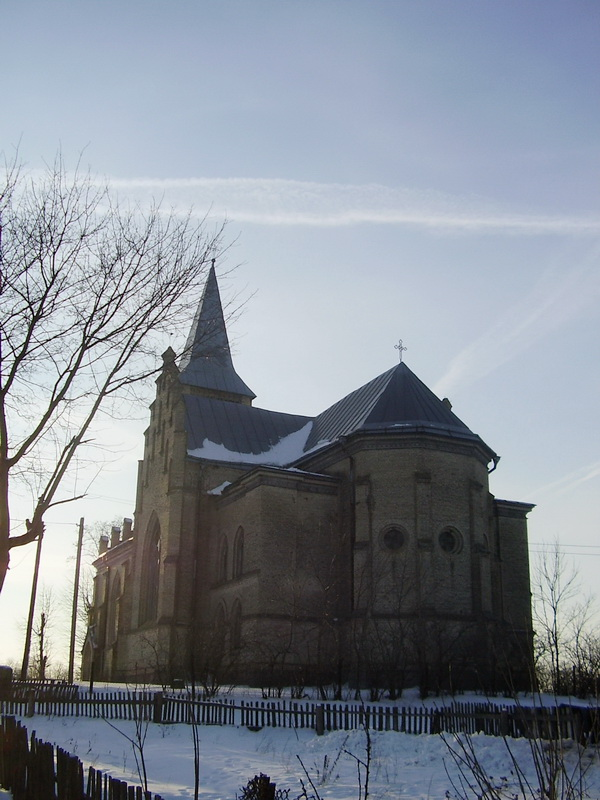
Католический храм Благовещения
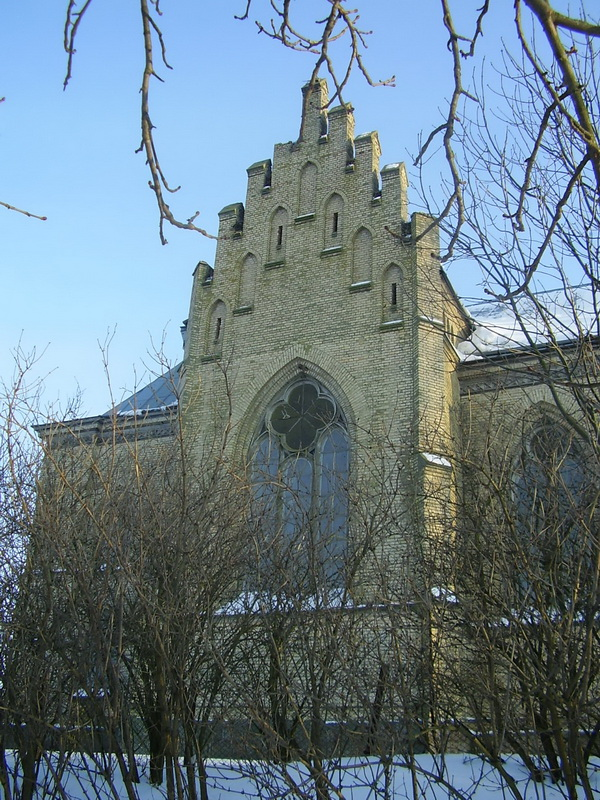
Католический храм Благовещения
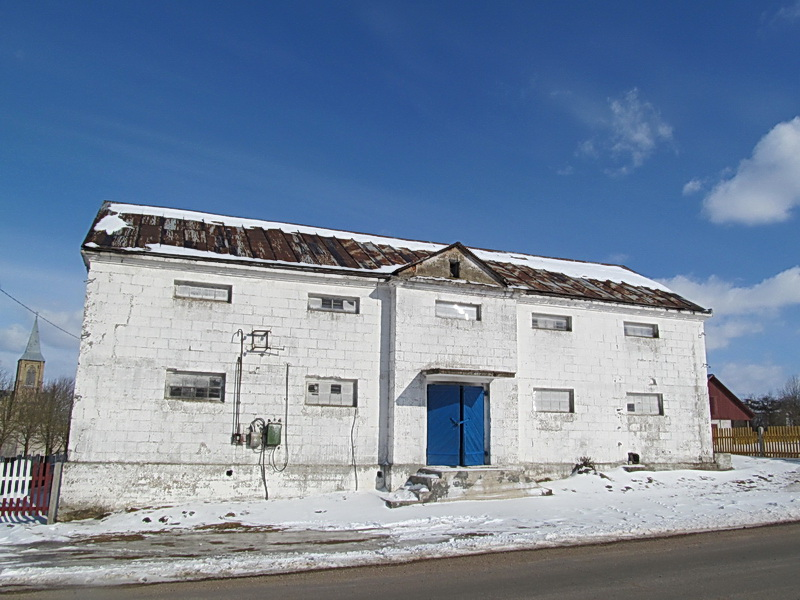
Хозяйственное здание
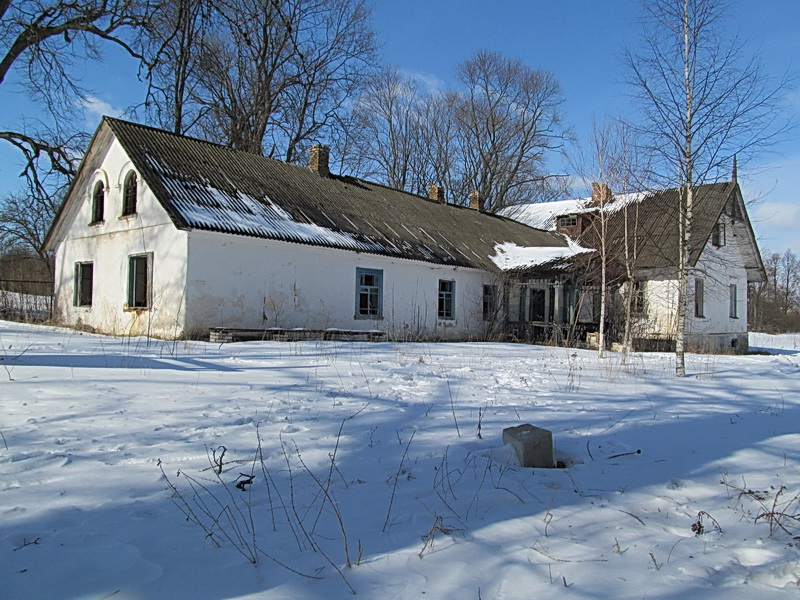
Усадебный дом